# 1992 en jeu vidéo
 (octobre 2019).
Si vous disposez d'ouvrages ou d'articles de référence ou si vous connaissez des sites web de qualité traitant du thème abordé ici, merci de compléter l'article en donnant les références utiles à sa vérifiabilité et en les liant à la section « Notes et références ».
Cet article présente les faits marquants de l'année 1992 concernant le jeu vidéo.

## Événements
- Avril : sortie de la Super Nintendo en Europe.
- 26 avril 1989 : création de l'entreprise Game Freak, société japonaise de jeux vidéo à Tokyo.
- Juillet : création de D3 Publisher
- Création de la société Virgin Interactive, filiale de Virgin.
- La société Loriciel est en faillite.

## Principales sorties de jeux
| 20 mars      | Black Crypt                        | Amiga             | États-Unis |
| 20 mars      | Shining Force                      | Mega Drive        | Japon      |
| 27 avril     | Kirby's Dream Land                 | Game Boy          | Japon      |
| 5 mai        | Wolfenstein 3D                     | MS-DOS            | États-Unis |
| Août         | Virtua Racing                      | Arcade            | Japon      |
| 11 septembre | Axelay                             | Super Nintendo    | Japon      |
| 18 septembre | Spear of Destiny                   | DOS               | États-Unis |
| 27 septembre | Dragon Quest V                     | -                 | Japon      |
| Septembre    | Super Mario Kart                   | Super Nintendo    | Japon      |
| 21 octobre   | Super Mario Land 2: 6 Golden Coins | Game Boy          | Japon      |
| 20 novembre  | Sonic the Hedgehog 2               | Mega Drive        | Japon      |
| -            | Harlequin                          | Amiga et Atari ST | Angleterre |